# Битка код Шеленберга
Битка код Шеленберга, позната и као битка код Донауверта, одиграла се током Рата за шпанско наслеђе 2. јула 1704. године. Напад на висове Шеленберга на Дунаву био је део кампање коју је предузео војвода од Молбороа којом је хтео да спаси Беч, престоницу Хабзбуршке монархије, од снага француског краља Луја XIV које су биле стациониране у данашњој јужној Немачкој.
Молборо је отпочео напредовање из Бедбурга, недалеко од Келна 19. маја; за мање од пет недеља стигао је до Дунава где је намеравао да ступи у борбу на оствореном пољу са снагама баварског кнеза-изборника. Међутим, савезничке линије снабдевања које су се протезале од Франконије и централне Немачке би у случају преласка Дунава постале исувише несигурне. Због тога је било неопходно да војвода од Молбороа не само осигура мост преко Дунава већ и да успостави нове базе за снабдевање. Да би постигли ове циљеве савезнички команданти су одабрали град Доноворт на који су гледала утврђења са висова Шеленберга.
Француско-баварски команданти послали су грофа од Аркоа са 12 000 људи да ојача и одржи положаје. Молбороов сарадник Лудвиг од Бадена је био за дугу опсаду; међутим пошто су пристигле вести да маршал Таљар пристиже са појачањем за француске снаге војвода је инсистирао да се одмах изведе напад. За два сата Савезници су постигли своје циљеве али уз осетне губитке; из строја је избачено нешто преко 5000 савезничких војника док су браниоци имали 8000 избачених из строја. Без обзира на губитке, са осигураним прелазом преко реке и базом за снабдевање војвода од Молбороа коме ће се ускоро придружити снаге Еугена Савојског могао је да настави операције онако како их је планирао.

## Позадина
Марш Малбороових трупа био је дуг 400 km. Захваљујући успешном командовању током њега није дошло до великог расипања снага и дезертирања. Битка код Шеленберга била је део кампање Велике алијансе 1704. године која је требало да спречи заузимање Беча, престонице Хабзбуршке монархије, од стране француских и баварских снага. Кампања је кулминирала 20. децембра падом Трарбаха али се најзначајнији догађај десио 13. августа када су у бици код Блиндхајма снаге под командом војводе од Молбороа и Еугена Савојског потукле франко-баварску армију под командом маршала Талара.
Кампања је отпочела 19. маја када је војвода од Молбороа покренуо 400 km дуг марши од Бедбурга у Шпанској Низоземској до француско-баварске војске на Дунаву којом су командовали баварски изборник и гроф од Марсина. Савезници су у почетку навели француске маршале Вилроа и Таљара да помисле како су савезнички циљеви Алзас или Мозел али је баварски изборник забележио 5. јуна да страхује, што ће се показати као исправно, да је главни циљ Молбороовог дугог марша Баварска. До 22. јуна снаге војводе од Молбороа су се повезале са делом снага маргрева од Бадена што је укупно чинило 80.000 људи.
Имепратор Леополд желео је да привуче на своју страну баварског изборника који је још пре рата стао под окриље француског владара Луја XIV. Због тога, Мерлборо је увидео да је најбољи начин да осигира Баваре за савезнике тај да преговара са положајем победника. То је мого да постигне победом на отвореном пољу над франко-баварским трупама. Да би овај подухват био изводљив савезницима је била потребна добра веза из које би обезбеђивали залихе и муницију, као и место погодно за прелазак Дунава (нису могли да рачунају на своје издужене линије за снадбевање које су пролазиле кроз Нердлинген и даље кроз Нирнберг). Са своје стране изборник и Марсин нису били сигурни да ли ће Молборо и Боден напустити Доноворт или Аугзбург. Оба места била би повољна за велику алијансу-ипак савезнички команданти су изабрали Доноверт, над којим се дизало брдо облика звона, Шеленберг.

## Увод
Године 1703. маршал Вијар је саветовао баварског изборника да утврди своје градове—„... поврх свих Шеленберг, то утврђење изнад Донаворта, чијем нас је значају научио велики Густав.“ Не обазирући се на овај савет, изборник, чији су односи са Вијаром запали у дубоку кризу, пропустио је прилику да поправи и ојача оронул аутврђења која су се налазила на висовима Шеленберга.
Када је изборник схватио да ће Донаворт ипак бити нападнут наложио је грофу од Аркоа, официру из Пијемонта да подржи одбрану и да задржи Шеленберг. Грофу је поверена команда над 12 000 војника из франко-баварског војног логора у Дилингену—већина њих били су припадници елитних баварских јединица укључујући изборникове гардисте и пук кнеза-изборника. Овим јединицама командовали су искусни официри. Укупно гарнизон који је бранио Шеленберг састојао се од 16 баварских и седам француских пешадијских батаљона, шест одреда француских и три одреда баварских драгуна које је подржавало 16 топова. Доновонт је додатно бранио један француски батаљон и два батаљона баварске милиције.
У ноћи 1/2. јул Савезници су се улогорили код Амердингена, 15 mi (24 km) од Доноворта. У Амардингену су се налазили када је МАрлборо добио хитну поруку од принца Еугена да маршал Таљар маршира са 35 000 војника кроз Црну шумуда би појачао снаге маршала Марсина и баварског изборника. Ова вест уверила је Молбороа да нема времена за дуготрајну опсаду и да упркос протеста маргрева Бадена мора одмах да пређе у напад. Баденски маргрев противио се нападу јер би он могао довести до великих губитака.
Генерал д'Арко је знао да су се савезници улогорили код Армердингена и био је уверен да ће имати на рсполагању читав дан и ноћ да припреми одбрану; међутим, рано 2. јула савезничка војска је напустила логор и упутила се ка Доноворту. Молборо је лично надгледао напредовање снага које је требало да изведу први напад. Њих је чинило 5 850 пешадинаца (претежно холандских и енглеских гранадира) издвојених по групама од око 130 бораца из сваког батаљона под његовом командом. Иза ових одабраних трупа Молборо је повео осам батаљона за подршку и осам батаљона резерве које су чиниле британске, холандске, хановерске и хесенске трупе. Јуришне снаге Молборо је поверио холандском генералу Јохану Виганду ван Гору кога је подржавало 35 одреда британских и холандских коњаника под командом Хенрија Ламлија и Графа Рејнарда ван Хампема. Армија на крилу којом је командовао баденски маргрев напредовала је иза Молбороове претходнице.
Док су Савезници марширали, радови на припреми одбране Шеленберга и Доноворта су настављени—топови су били постављени, палисада подигнута око положаја, ровови ископани са спољне стране грудобрана како би их учинили двоструко ефикаснијим. Међутим 2. јула у 9 часова Д'Арко је сазнао за савезничко напредовање ка његовим положајима и одмах је наредио пешадији да помогне инжењерији у припремању одбране. Француски командант и хроничар овог времена пуковник Мартин де ла Колони касније је записао: Време које смо имали на располагању било је прекратко да бисмо ово обавили на одговарајући начин...
Иако је марш Савезника био успорен због блатњавих путева они су до средине послеподнева прешли реко Ворниц код Бермаргена. Молборо је наредио свом интенданту генералу Вилијаму Кедагену да што пре дође до предграђа Доновортагде је требало да испита терен и могућности за подизање логора који би био ван домета топова са Шелнберга. Он је затим требало да пренесе своја запажања савезничким командантима који су планирали опсаду. Гроф Д'Арко посматрао је Кадеганове припреме и мислећи да је у питању варка напустио је надгледање одбране како би ручао са француским командантом у Донаворту, пуковником Дубордетом који је и даље био уверен да има на располагању остатак дана и читаву ноћ за завршетак припреме положаја. Међутим, савезничке колоне су одлучно напредовале са намером да сместа пређу у напад. Њих су приметиле баварске постаје. Баварски војници су након отварања ватре на hamlet of Berg појурили да упозоре остале трупе. Генерал Д'Арко је прекинуо ручак и појурио ка шеленбергу да позове своје људе на оружје.

## Битка

### Бојно поље
Висови Шеленберга доминирају пејзажем северно од Доноворта—града опасаног зидинама смештеног на ушћу Ворница у Дунав. Са једним крилом аштићеним густом, готово непроходном шумом Boschberg и реком Ворниц и мочварама које су са јужне и западне стране окруживале брдо, Шеленберг је представљао погодан положај за браниоце. Његов овални врх је био широк и отворен. Одбрамбрена утврђења на њему су била 70 година стара у обухватала су једну трошну и запуштену тврђаву коју је још током Тридесетогодишњег рата саградио шведски краљ Густав Адолф. Зидови око Доноворта су били другоразредни и недостајала су им многа софистицирана решења која су красила тврђаве најбољег војног инжењера Луја XIV, маркиза од Вобана.

### Почетни маневри
Иако је Молборо знао да ће га фронтални напад на Шеленберг скупо коштати био је убеђен да је то једини начин да заузме Доноворт. Женски драгун Кристијана Велш забележила је сећање: Наша претходница није дошла у додир са непријатељским положајима све до послеподнева. Међутим, како не би дао времена Баварцима да ојачају, војвода је наредио холандском генералу Гуру... да нападне што је пре могуће. Као припрему за напад, командант Молбороове артиљерије пуковник Холкрофт Блуд дејствовао је на непријатеља са позиција недалеко од Берга; на сваку топовску салву одговарали су топовиз Густавове тврђаве и са положаја који су се налазили нешто изван Бошберга.
Генерал д'Арко је наредио француској пешадији која се налазила у резерви на врху брда (изнад грудобрана које су посели Баварци) под командом пуковника де ла Колониа да буде спремна да у правом тренутку затвори све евентуалне рупе у одбрани. Међутим, утврђења на врхусу пружала војницима ограничену заштиту од савезничких топова. Ову слабу заштићеност приметио је пуковник Блуд који је усмеравајући ватру својих топова ка врху био у стању да нанесе озбиљне губитке де ла Колонијевим трупама. Де ла Колони је касније забележио: Они су концентрисали ватру на нас, и првим плотуном су погодили грофа де ла Бастида... па је мој капут био прекривен мозгом и крвљу. Без обзира на ова дејства противничке артиљерије и на чињеницу да је изгубио 5 официра и 80 гранадира пре него што су испалили иједан метак де ла Колони је сматрао за неопходно да се француски пукови одрже на својим положајима.

### Први Молбороов напад
Снаге од 80 енглеских гранадира из 1. енглеске пешадијске гарде предвођене Џоном Мордонтом, лордом Мордонтом и пуковником Ричардом Манденом требало је да привуку непријатељску ватру како би савезнички команданти могли да процене који су непријатељски положаји најслабији. Међутим и Мардонт и Манден су преживели дан.
У 18 часова иза forlorn hope отпочело је напредовање главних снага. Дисциплиновани марш убрзо се претворио у рушилачки јуриш који је пратила заглушујућа бука надирућих војника. Брзина њиховог кретања, заједно са гласним покличима, била је заита забрињавајућа, пеисећао се пуковник де ла Колони.